# 곽천
곽천(郭遷, ? ~ 기원전 64년)은 전한 후기의 제후이다.

## 행적
본시 3년(기원전 71년), 아버지 곽충의 뒤를 이어 성안후(成安侯)에 봉해졌다.
성안애후 8년(기원전 64년)에 죽어 시호를 애(愛)라 하였고, 아들 곽상이 작위를 이었다.

## 출전
- 반고, 《한서》
  - 권17 경무소선원성공신표